# Speed Race
Speed Race es un videojuego de carreras de arcade de 1974 desarrollado y fabricado por Taito y lanzado bajo los títulos Racer y Wheels en Norteamérica por la distribuidora Midway Manufacturing en 1975. Diseñado por Tomohiro Nishikado, el jugador utiliza el volante para manejar un auto por una carretera en desplazamiento vertical. El objetivo es ganar puntos conduciendo junto a otros autos sin chocar con ellos; se obtendrán más puntos por conducir más rápido. Los jugadores tendrán un límite de tiempo de 90 segundos antes de que el juego termine. Los conceptos de juego se adaptaron de dos juegos de carreras electromecánicos: Mini Drive de Kasco (1958) y Super Road 7 de Taito (1970).
Los juegos originales de Speed Race y Wheels tenían una cabina de arcade vertical, mientras que el juego de Racer de Midway introdujo una cabina para poder sentarse. Taito lanzó una versión actualizada de Speed Race llamada Speed Race DX en 1975. Fue sucedida por versiones para dos jugadores: Wheels II de Midway y Speed Race Twin de Taito.
El juego fue un éxito comercial en todo el mundo. Speed Race fue un éxito en Japón, donde se estableció el precio de 100 yenes por partida como estándar para los juegos de arcade, mientras que Wheels y Wheels II vendieron 10.000 cabinas de arcade en Estados Unidos, convirtiéndose en el juego de arcade más vendido de 1975. Las versiones Speed Race DX y Wheels también estuvieron entre los tres juegos de arcade más taquilleros de 1976 en Japón y Estados Unidos respectivamente, mientras que Speed Race DX fue el videojuego de arcade japonés más taquillero de 1977. El juego dio origen a la serie Speed Race de juegos de arcade de carreras. El uso del desplazamiento vertical también influyó en juegos posteriores.

## Jugabilidad
Speed Race es un videojuego de carreras para uno o dos jugadores en el cual los jugadores controlan un auto de carreras a lo largo de una carretera vertical que se desplaza constantemente. El jugador utiliza un volante para mover el auto a la izquierda o derecha y un acelerador. El objetivo del juego es pasar a los demás en un tiempo límite de 90 segundos sin chocar con ellos. El límite de tiempo y la puntuación del jugador se muestran en una pantalla LED auxiliar situada encima del monitor. Los puntos se obtienen al pasar por delante de los coches y se otorgarán puntos adicionales dependiendo de la velocidad a la que se mueva el auto. Chocar con otro auto reiniciará la velocidad del jugador y volverá al comienzo de la pista. El juego terminará cuando se agote el tiempo límite, pero el temporizador puede ampliarse ganando un determinado número de puntos. Existen dos modos de dificultad disponibles que aumentan la velocidad y el número de los autos en la pista.

## Desarrollo
Tras el lanzamiento de Gran Trak 10 de Atari a principios de 1974, Tomohiro Nishikado, empleado de Taito, decidió desarrollar su propio videojuego de carreras ese mismo año; no disfrutó Gran Trak 10 debido a sus pistas sinuosas y sus complejos controles. Nishikado buscó inspiración en dos juegos electromecánicos de conducción más antiguos: Mini Drive de Kasco (1958) y Super Road 7 de Taito, este último a su vez similar al Indy 500 de Kasco (1968) y Speedway de Chicago Coin (1969). Mini Drive y Super Road 7 consistían en conducir un auto por una carretera que se desplazaba eternamente, y Super Road 7 también exigía esquivar autos delante del jugador. Nishikado adaptó estos conceptos de juego a un videojuego llamado Speed Race. Para simular el efecto de desplazamiento y dar la ilusión de un fondo en movimiento, animó una imagen de fondo de la carretera y moduló la velocidad de los autos controlados por la computadora según la velocidad del jugador.

## Recepción
En Japón, debido a la complejidad del hardware, Taito lanzó Speed Race a un precio de 100 yenes por partida, en lugar de los 50 yenes estándar por partida hasta aquel entonces. A pesar de ello, el juego se convirtió en un gran éxito en Japón, estableciendo los 100 yenes como el precio estándar de los juegos arcade en Japón durante las siguientes décadas. Las versiones actualizadas Speed Race DX y Speed Race Twin se situaron entre los diez videojuegos arcade más taquilleros de 1976 en Japón, con Speed Race DX en el número dos (por debajo de Ball Park de Taito) y Speed Race Twin en el número ocho. Speed Race DX pasó a ser el videojuego arcade más taquillero de 1977 en Japón, y el segundo juego arcade más taquillero por debajo del electromecánico F-1 de Namco.
En Norteamérica, el juego se convirtió en un éxito cuando fue lanzado por Midway en 1975. Wheels vendió 7.000 cabinas de arcade y Wheels II vendió 3.000 para un total de 10.000 vendidas en los Estados Unidos, convirtiéndose en el juego de arcade más vendido de 1975 según las cifras de ventas proporcionadas por Ralph H. Baer. En marzo de 1976, la primera tabla anual de arcade de RePlay situó a Wheels y Wheels II como el segundo juego arcade más taquillero del año anterior en Estados Unidos, en términos de ganancias (por debajo de Tank y Tank II de Atari), mientras que la versión Racer fue el octavo videojuego arcade más taquillero del año. En octubre, RePlay incluyó a Wheels como el tercer videojuego arcade más taquillero de 1976 en Estados Unidos, por debajo de Sea Wolf y Gun Fight (ambos fabricados por Midway).
En Australia, Speed Race también fue un gran éxito en los arcades, vendiendo un número considerable de cabinas.

## Legado
El uso del desplazamiento vertical influyó en juegos posteriores. Uno de los juegos en los que influyó fue Hi-way (1975) de Atari, que añadía una cabina para sentarse como los antiguos juegos electromecánicos.

### Series
Speed Race generó numerosas actualizaciones, variaciones y secuelas lanzadas por Taito y Midway en los arcades.
| Title                 | Manufacturer | Release date      |
| --------------------- | ------------ | ----------------- |
| Speed Race            | Taito        | noviembre de 1974 |
| Racer                 | Midway       | febrero de 1975   |
| Wheels                | Midway       | marzo de 1975     |
| Speed Race DX         | Taito        | agosto de 1975    |
| Wheels II             | Midway       | agosto de 1975    |
| Speed Race Twin       | Taito        | abril de 1976     |
| Super Speed Race      | Taito        | diciembre de 1977 |
| T.T. Speed Race       | Taito        | junio de 1978     |
| Super Speed Race V    | Taito        | julio de 1978     |
| T.T. Speed Race CL    | Taito        | octubre de 1978   |
| Speed Race CL-5       | Taito        | octubre de 1978   |
| Super Speed Race      | Midway       | noviembre de 1979 |
| Super Speed Race GP V | Taito        | diciembre de 1979 |
| Super Speed Race Jr.  | Taito        | junio de 1985     |

En Japón, Super Speed Race se situó entre los diez videojuegos de arcade más taquilleros de 1977. Speed Race V fue el segundo videojuego de arcade más taquillero de 1978, justo por debajo del exitoso Space Invaders de Taito. Super Speed Race V y Speed Race CL-5 fueron el quinto y sexto videojuego de arcade más taquillero de 1979 respectivamente. Super Speed Race fue el noveno videojuego de arcade más taquillero de 1980.
Automobili Lamborghini (1997) de Titus Software para Nintendo 64 fue posteriormente renombrado como Super Speed Race 64 para su lanzamiento japonés, publicado por Taito en mayo de 1998.